# سفارة سويسرا في المملكة المتحدة
سفارة سويسرا في المملكة المتحدة هي أرفع تمثيل دبلوماسي لدولة سويسرا لدى المملكة المتحدة. تقع السفارة في لندن وهي تهدف لتعزيز المصالح السويسرية في المملكة المتحدة.

## وصلات خارجية
- الموقع الرسمي
- قائمة سفارات سويسرا
- قائمة السفارات في المملكة المتحدة